# Oakwood (condado de Montgomery, Ohio)
Oakwood é uma cidade localizada no condado de Montgomery no estado estadounidense de Ohio. No Censo de 2010 tinha uma população de 9202 habitantes e uma densidade populacional de 1.618,64 pessoas por km².

## Geografia
Oakwood encontra-se localizada nas coordenadas 39° 43′ 13″ N, 84° 10′ 24″ O. Segundo o Departamento do Censo dos Estados Unidos, Oakwood tem uma superfície total de 5.69 km², da qual 5.68 km² correspondem a terra firme e (0%) 0 km² é água.

## Demografia
Segundo o censo de 2010, tinha 9202 pessoas residindo em Oakwood. A densidade populacional era de 1.618,64 hab./km².